# Hamako Watanabe
 (septembre 2016).
Hamako Watanabe (渡辺はまこ, Watanabe Hamako), née le 27 octobre 1910 – décédée le 31 décembre 1999, est le nom de scène d'une chanteuse japonaise populaire depuis l'ère Shōwa, avant, pendant et après la Seconde Guerre mondiale. Son véritable nom est Hamako Kato.

## Jeunesse
Née et élevée à Yokohama, Watanabe prétend que son grand-père est 1/4 américain. Diplômée de la Musashino Academia Musicae (en) en 1933, elle obtient rapidement un emploi de professeur de musique à l'école secondaire pour femmes Yokohama Gakuen. Toutefois, la même année, elle remporte une audition auprès de Polydor Records mais après une seule chanson (qui n'est pas éditée), son contrat n'est pas renouvelé. Sur le conseil et la recommandation de Tamaki Tokuyama, son mentor de la Musashino Academia, elle passe chez Victor qui sort son premier morceau en 1934.
Ses débuts d'actrice ont également lieu la même année lors d'une comédie musicale donnée dans la salle publique Hibya à Tokyo. Lorsque le chanteur Chikoko Kobayashi quitte soudainement la représentation, Watanabe est rapidement promue doublure et interprète le rôle de la fille d'un pêcheur aux côtés d'Ichirō Fujiyama et Roppa Furukawa. Elle démissionne de l'enseignement en 1935. Au milieu des années 1930, quelques-unes de ses chansons connaissent le succès. Cependant, les censeurs du gouvernement interviennent en 1936 pour des paroles jugées trop osées d'un certain nombre de chansons.

## Années de guerre
En avril 1937, Watanabe passe de chez Victor aux Columbia Records qui produit alors essentiellement des chants patriotiques. Sa chanson, Aikoku no hana (« Fleur du patriotisme », 1938) est un succès immédiat. Elle est envoyée en Chine au cours de la seconde guerre sino-japonaise pour soutenir le moral des troupes et visite de nombreux endroits en Chine occupée. La sortie de Shina no yoru (« Nuit en Chine », 1938) et Kanton buruzu (Canton Blues, 1938) renforce encore sa popularité, surtout après que Shina no yoru a été adapté dans un film à succès par l'Association cinématographique du Mandchoukouo avec Ri Koran en vedette. Durant cette période, Watanabe se produit souvent en costume chinois et beaucoup de ses chansons incorporent des mélodies chinoises traditionnelles ou des phrases de paroles en chinois. Après la reddition du Japon, Watanabe est stationnée à Tianjin et placée dans un camp de prisonniers de guerre pendant plus d'un an.

## Carrière d'après-guerre
Après son rapatriement au Japon, Watanabe se marie en 1947 et ouvre un magasin de fleurs à Yokohama tout en essayant de relancer sa carrière. Elle continue à produire un certain nombre de chansons à succès à la fin des années 1940, dont Tokyo no yoru (« Nuits de Tokyo », 1947), « Adieu Shanghai » (1948) et Yokohama monogatari (« Histoire de Yokohama », 1950). En 1950, elle participe à la première tournée d'artistes japonais aux États-Unis, donnant des spectacles dans différentes villes et capitalisant sur son ascendance partiellement américaine. En 1952, elle fait un certain nombre de voyages aux Philippines où ses chansons sont restées populaires, en partie pour demander au président philippin Elpidio Quirino de gracier les prisonniers japonais restants aux Philippines et de les laisser rentrer au pays.
De 1951 jusqu'en 1958 et en 1964 ainsi qu'en 1973, Watanabe participe à l'émission de fin d'année Kōhaku Uta Gassen de la NHK. En 1965, elle fonde en compagnie de Tarō Shōji, une association pour les chanteurs japonais. Elle se voit décerner le Ruban Violet par le gouvernement japonais en 1973 avec le Prix japonais du disque et l'Ordre de la Couronne précieuse de quatrième classe en 1981. Elle reçoit de nouveau reçu le prix du disque en 1982. La mort de son mari en 1985 est un grave choc pour Watanabe qui est peu après diagnostiquée comme atteinte de démence. Elle annonce sa retraite en 1989 mais fait une dernière apparition publique en 1990 à l'occasion d'une rencontre de bienfaisance au centre départemental de la culture à Mito dans la préfecture d'Ibaraki. Un accident vasculaire cérébral en 1993 la laisse alitée jusqu'à sa mort à la toute fin de l'année 1999.
Sa vie est adaptée à la télévision dans un film intitulé Senjō no Melody diffusé par Fuji TV en septembre 2009 avec Hiroko Yakushimaru (en) dans le rôle de Watanabe.

## Source de la traduction
- (en) Cet article est partiellement ou en totalité issu de l’article de Wikipédia en anglais intitulé « Hamako Watanabe » (voir la liste des auteurs).